# Kaante
Kaante (hindi कांटे, urdu کانٹے, tłum. „Ciernie”) to bollywoodzki thriller wyreżyserowany w 2002 roku przez Sanjay Gupta, autora Hamesha, Zinda i Musafir. Akcja rozgrywa się w Los Angeles w środowisku indyjskich gangsterów, których grają Amitabh Bachchan, Sanjay Dutt, Sunil Shetty, Kumar Gaurav, Lucky Ali i Mahesh Manjrekar. Tematem filmu jest nieudany napad na bank. Film porusza też problem zaufania i zdrady wśród szóstki gangsterów. Okazuje się, że jeden z nich pracuje dla policji. Kto?
Film jest indyjską wersją thrillera Quentina Tarantino Wściekłe psy (z Timem Rothem i Harveyem Keitelem).

## Motywy kina indyjskiego
- Indusi w USA * gangsterzy * areszt * starsze kochające się małżeństwo (Veer-Zaara, Viruddh... Family Comes First, Ogrodnik) * marzenie o powrocie do Indii * choroba żony (Swami) * na melinie (Shootout at Lokhandwala) * lokal taneczny (Aks, Ram Jaane, Baazigar) * narkotyki * aresztowanie * wyrzucenie z pracy * przesłuchanie * rozbita rodzina * ojciec walczący o kontakt z synem (Akele Hum Akele Tum) * motor * motyw Kaszmiru * morderstwo * pijaństwo (Don) * atak policji * pościg samochodowy * podejrzenie zdrady * śmierć żony (Swami)

## Fabuła
Więzienie w Los Angeles. W jednej celi spotyka się sześciu więźniów. Jai Rehan zwany Ajju (Sanjay Dutt) to sutener nie znający angielskiego. Dostał się do Ameryki z pomocą niezbyt rozgarniętego jąkały Balu (Raj Yadav). Balu wpadł handlując narkotykami z często zamyślonym Maqboolem zwanym Mac (Lucky Ali). Anand Mathur, na którego wołają Andy (Yashvardhan Rampal) to spec od komputerów. Jego pragnieniem jest odzyskać serce synka. Porzucony przez żonę z powodu swego przestępczego życia, nie ma kontaktu z chłopcem. Narwany Marc Isaak (Sunil Shetty) marzy o tym, aby wyrwać swoją dziewczynę ze świata, w którym co noc tańczy ona na scenie, „obmacywana” lubieżnymi spojrzeniami klientów lokalu. Major (Amitabh Bachchan) z miłości do żony skończył z napadami, ale teraz chce zdobyć pieniądze na jej leczenie i powrót do Indii. Ajju wpada na pomysł obrabowania banku, gdzie trzymane są pobory policji. Zakłada, że są mniej strzeżone. Cała szóstka przygotowując napad spędza ze sobą bardzo dużo czasu. Prowokują się, biją, obracają to w żart, obrażają, godzą się. To pięścią w twarz, to dłoń pojednawczo na ramieniu. Rozmawiają, kto na co chce wydać zarobione pieniądze. Pytają się o swoje marzenia. Tańczą razem oszołomieni alkoholem. Coraz lepiej się poznają, coraz lepiej się ze sobą czują. Gdy uszczęśliwieni ze zrabowanym łupem wypadają z banku, widzą przed sobą nagle lufy pistoletów policyjnych. Kto z nich zdradził? Są trzy wersje, jak mówi jeden z bohaterów – moja, twoja i prawdziwa.

## Obsada
- Amitabh Bachchan – „Yashvardhan 'Major' Rampal"
- Sanjay Dutt – „Jay 'Ajju' Rehan"
- Sunil Shetty – „Marc Issak"
- Gulshan Grover – właściciel klubu
- Lucky Ali – „Maqbool 'Mak' Haider"
- Mahesh Manjrekar – „Raj 'Bali'
- Kumar Gaurav – „Anand 'Andy' Mathur"
- Malaika Arora – Lisa – dziewczyna Marca
- Rati Agnihotri – żona Majora
- Isha Koppikar – śpiewająca tancerka w lokalu
- Namrata Singh Gujral – Renu A. Mathur

## Muzyka i piosenka
Muzykę do filmu skomponował Anand Raj Anand, autor muzyki do takich filmów jak Ehsaas: The Feeling, 23rd March 1931: Shaheed,  Calcutta Mail, Masti, Musafir, Humko Tumse Pyaar Hai. Za ten film nominowany do  Nagrody Filmfare za Najlepszą Muzykę
1. Ishq Samundar
2. Mahi Ve
3. Rama Re
4. Yaar Mangiyasi
5. Ye Dil Kya Kare – Duet
6. Chod Na Re
7. Maut
8. Socha Nahi Tha
9. Baby Baby